# EVA-Reden
Die EVA-Reden sind eine deutschsprachige monographische Reihe mit berühmten Reden. Sie enthält sowohl deutschsprachige als auch aus verschiedenen anderen Sprachen übersetzte Reden. Sie erscheint seit 1992 in Hamburg in der Europäischen Verlagsanstalt (Abk. EVA), hrsg. von Sabine Groenewold. Der letzte Band (Nr. 29) erschien 2001. Neben den Reden wurden die jeweiligen Bände mit Essays verschiedener Fachgelehrter ergänzt. Die folgende Übersicht erhebt keinen Anspruch auf Aktualität oder Vollständigkeit:

## Übersicht
- 1 Thomas Mann: Deutschland und die Deutschen 1945. 1992
- 2 Johann Wolfgang von Goethe: Rede zum Shakespeare-Tag 1771. 1992
- 3 Gabriele D’Annunzio: Rede von der Tribüne des Kapitols am 17. Mai 1915. 1992
- 4 Juan Carlos I. von Spanien: Rede am 23. Februar 1981. 1992
- 5 Hans Magnus Enzensberger: Büchnerpreis-Rede 1963. 1992
- 6 Dostojewski: Rede über Puschkin am 8. Juni 1880 vor der Versammlung des Vereins "Freunde Russischer Dichtung". 1992
- 7 Sándor Petőfi: Nemzeti dal[2] : National-Lied, vorgetragen am 15. März 1848. 1993
- 8 Ferdinand Lassalle: Über Verfassungswesen : Rede am 16. April 1862 in Berlin. 1993
- 9 Arnold Schönberg: Mahler : Rede am 25. März 1912 in Prag. 1993
- 10 Otto Wels: Rede zur Begründung der Ablehnung des "Ermächtigungsgesetzes" durch die Sozialdemokratische Fraktion in der Reichstagssitzung vom 23. März 1933 in der Berliner Krolloper. 1993
- 11 Charles Chaplin: Die Schlussrede aus dem Film "Der grosse Diktator" (1940). 1993
- 12 Alexander Mitscherlich: Über Feindseligkeit und hergestellte Dummheit : einige andauernde Erschwernisse beim Herstellen von Frieden ; Rede anlässlich der Verleihung des Friedenspreises des Deutschen Buchhandels am 12. Oktober 1960 in der Frankfurter Paulskirche. 1993
- 13 Sigmund Freud: Einführung in die Psychoanalyse : Oktober 1915. 1994
- 14 Mario Vargas Llosa: Literatur ist Feuer. Rede bei der Entgegennahme des Rómulo-Gallegos-Preises[3] in Caracas am 11. August 1967. 1994
- 15 Simón Bolívar: Rede von Angostura : am 15. Februar 1819. 1995
- 16 Abraham Lincoln: Gettysburg address : 1863. 1994
- 17 Hubert Fichte: Ketzerische Bemerkungen für eine neue Wissenschaft vom Menschen[4]. Rede in der Frobenius-Gesellschaft, Frankfurt am Main, am 12. Januar 1977. 2001
- 18 Jean Améry: Ressentiments : Rede im Süddeutschen Rundfunk am 7. März 1966. 1995
- 19 Winston Churchill: Blut, Schweiss und Tränen : Antrittsrede im Unterhaus nach der Ernennung zum Premierminister am 13. Mai 1940. 1995
- 20 Ernest Renan: Was ist eine Nation? : Rede am 11. März 1882 an der Sorbonne. 1996
- 21 Peter-Paul Zahl: Heimat, eine Plombe : Rede am 16. November 1994 beim 5. Symposium der Internationalen Erich-Fried-Gesellschaft für Literatur und Sprache in Wien zum Thema "Wieviel Heimat braucht der Mensch und wieviel Fremde verträgt er". 1996
- 22 Nicolai Bucharin: Das letzte Wort des Angeklagten in der Strafsache des antisowjetischen "Blocks der Rechten und Trotzkisten"[5]: verhandelt vor dem Militärkollegium des Obersten Gerichtshofes der UdSSR in der Abendsitzung des 12. März 1938. 1996
- 23 Malcolm X: Wahl oder Waffe[6]: Rede am 3. April 1964 in der Cory Methodist Church, Cleveland. 1996
- 24 Giacomo Matteotti: Rede vor der Abgeordnetenkammer am 30. Mai 1924.[7] 1996
- 25 Juan Gris: Über die Möglichkeiten der Malerei : Rede an der Sorbonne am 1. Mai 1924. 1997
- 26 Lajos Kossuth: Große Ministerrede vor dem Pester Landtag : am 11. Juli 1848. 1998
- 27 Hannah Arendt: Rede am 28. September 1959 bei der Entgegennahme des Lessing-Preises der Freien und Hansestadt Hamburg. 1999
- 28 Maximilien Robespierre: Über die Prinzipien der politischen Moral.[8] 2000
- 29 Karl V. (HRR): Rede vor den Generalstaaten der Niederlande am 25. Oktober 1555 in Brüssel. 2001